# 中國國民黨中央執行委員會農民部
中国国民党中央执行委员会农民部，简称“国民党中央农民部”，是國民大革命时期中国国民党中央执行委员会设立的指导全国农民运动的中央机关。

## 历史
1923年1月2日国民党召开改组会议。孙中山认识到“如果农民不来参加革命，就是我们革命没有基础”。
1924年1月中国国民党第一次全国代表大会召开。中国国民党一大在农民运动之宣言及政纲里指出“国民革命之运动，必恃全国农夫之参加， 然后可以决胜。国民党于此，一方面当对于农夫工人之运动以全力助其开展， 辅助其经济组织，使日趋于发达以其增进国民革命运动之实力；一方面又当对于农夫工人之要求参加国民党，相与不断之努力，以促进国民革命运动之进行。盖国民党现在从事于反抗帝国主义与军阀，即为农夫工人而奋斗，亦即为农夫工人为自身而奋斗也。”1月31日，中国国民党一届一中全会成立中央党部，下设农民部。林伯渠任部长，秘书为彭湃和罗绮园。2月底，林伯渠改任中国国民党汉口执行部负责人。
1924年2月20日，廖仲恺主持国民党中央执行委员会第七次会议，修正通过中央各部职务概要草案。其中规定农民部的八项职责是：
1. 详细调查农民状况、各省田地面积及其分配方法；
2. 调查农民组织之目的及其形式；
3. 调查各省通行之税法；
4. 制定农民运动计划；
5. 出版、印刷关于农民状况之小册子及传单；
6. 计划召集农民会议，设立本党土地政纲，并建立本部之基础使之能代表农民利益；
7. 与农民发生关系时，应出版一种农民报，此事应与宣传部联合；
8. 农民报未出版以前，至少每两星期将调查结果及农民现况， 如组织斗争等类，报告于宣传部一次。此种报告在党报上及其他宣传机关上发表 。

1927年3月随中央党部由广州迁到武汉后，中央农民部下设部长、部务会议、秘书处及组织科、宣传科、调查科、总务科、农民运动委员会、农民运动讲习所、各省农民部、中华全国农民协会临时执行委员会、国民党中央土地委员会等机构。

## 历任部长
共九任八人：林伯渠、1924年4月17日彭素民、1924年8月11日李章达、10月9日黄居素代理、1924年11月11日廖仲恺、1925年8月17日陈公博、1926年1月林伯渠、1926年9月甘乃光、1927年4月邓演达。